# Ampliodactylus marmoratus
Ampliodactylus marmoratus är en skalbaggsart som beskrevs av Curtis 1845. Ampliodactylus marmoratus ingår i släktet Ampliodactylus och familjen Melolonthidae. Inga underarter finns listade i Catalogue of Life.